# يان بيتر بالكنإنده
الدكتور يان بيتر بالكنإنده Jan Peter Balkenende (مواليد 7 مايو 1956) هو رئيس وزراء هولندا منذ 22 يوليو 2002، حيث أنه تولى رئاسة وزراء هولندا لأربع حكومات مختلفة. بالكنإنده هو من حزب النداء الديمقراطي المسيحي. درس التاريخ كما أنه يحمل درجة الدكتوراة في القانون.
درس بالكنإنده اختصاصي التاريخ والقانون في جامعة أمستردام الحرة ونال درجة الماجستير في الفنون وشهادة جامعية في الحقوق، وعمل مشتشارًا قانونيًا للمجلس الأكاديمي الخاص بجامعته قبل إكماله لأطروحته وتخرجه بعدها بشهادة دكتوراه في الدراسات الحكومية، ومن ثم ليعمل أستاذًا بعلم الإلهيات المسيحي في الجامعة التي تخرج منها خلال الفترة من أبريل عام 1993 حتى شهر مايو من عام 2002. انتُخب بالكنإنده عضوًا في مجلس النواب بتاريخ 19 مايو عام 1998، وذلك في أعقاب انتخابات عام 1998. كان متحدثًا برلمانيًا في الشؤون المالية وممثلًا عن حزبه ونائبًا للزعيم البرلماني الخاص بحزبه. أعلن بالكنإنده ترشحه بعد تنازل الزعيم البرلماني ياب دي هوب شيفر عن منصبه قبل الانتخابات اللاحقة، واختير خلفًا له بتاريخ 1 أكتوبر عام 2001. احتل بالكنإنده منصب المرشح الأول في انتخابات عام 2002، وبعدها أعلِن عن تشكيل مجلس للوزراء بالاشتراك مع قائمة بيم فورتاين وحزب الشعب من أجل الحرية والديمقراطية مما أفضى إلى تشكيل وزارة بالكنإنده الأولى وأصبح بذلك رئيسًا للوزراء، واستلم منصبه بتاريخ 22 يوليو عام 2002.
سقطت حكومة بالكنإنده الأولى بعد مضي 87 يومًا فقط من مباشرتها لأعمالها. مثل بالكنإنده حزبه بصفته مرشحًا رئيسيًا مجددًا في انتخابات عام 2003، وجاء ذلك عقب تشكيل حكومة جديدة بالاشتراك مع حزب الشعب من أجل الحرية والدميقراطية وحزب الديمقراطيين 66 وينتج عنها حكومة بالكنإنده الثانية، ويواصل بذلك بالكنإنده تأديته لمهامه رئيسًا للوزراء. سقطت حكومة بالكنإنده الثانية بتاريخ 30 يونيو عام 2006 ليحل محلها حكومة بالكنإنده الثالثة بتاريخ 7 يوليو عام 2006. كان بالكنإنده مرشحًا رئيسيًا من جديد لحزبه في انتخابات عام 2006. شكل حكومته الرابعة بالاشتراك مع زعيم حزب العمال فوتر بوس وزملائه من الحزب الديمقراطي المسيحي، وواصل على أثر ذلك ممارسة مهامه رئيسًا للوزراء لولاية جديدة. سقطت حكومة بالكنإنده الرابعة بعد مضي ثلاث سنوات من بدء ولايتها. كان بالكنإنده مرشحًا رئيسيًا من جديد لحزبه في انتخابات عام 2010، ولكنه مني بهزيمة فادحة وأعلن على أثرها تقاعده وتنحيه من زعامته للحزب بتاريخ 9 يونيو عام 2010. ترك بالكنإنده منصبه بعد تشكيل حكومة روته الأولى بتاريخ 14 أكتوبر عام 2010.
اعتزل بالكنإنده السياسة في سن الرابعة والخمسين من العمر وأصبح نشطًا في القطاع الخاص إذ عمل مديرًا في إحدى الشركات، وذلك فضلًا عن عمله أستاذًا في اختصاص الحوكمة والمؤسسات والعولمة في جامعة إراسموس بمدينة روتردام منذ شهر ديسمبر من عام 2010. كان لحكوماته المتعاقبة خلال فترة توليه لمنصب رئيس الوزراء الفضل في إقرار عدد من الإصلاحات الهامة للنظام التعليمي الهولندي وقوانين الهجرة بالإضافة إلى تقليل العجز الناجم عن الأزمة المالية لعام 2008. يعد بالكنإنده رابع أكثر رئيس وزراء هولندي استمرارًا في منصبه في فترة ما بعد الحرب العالمية الثانية، ويقيم كل من الباحثين والعامة فترة ولايته بكونها تتجاوز الحد العادي.

## روابط خارجية
- يان بيتر بالكنإنده على موقع الموسوعة البريطانية (الإنجليزية)
- يان بيتر بالكنإنده على موقع مونزينجر (الألمانية)
- يان بيتر بالكنإنده على موقع إن إن دي بي (الإنجليزية)